# Forças de Defesa Aérea Soviética
As Forças de Defesa Aérea Soviética, formalmente nominado por Tropas de Defesa Aérea da Nação (em russo:  Войска ПВО, Voyska protivovozdushnoy oborony, Voyska PVO e formalmente Provitovozdushnaya oborona strany, PVO strany) foi o ramo de defesa aérea soviético do exército vermelho. Diferente das forças de defesa aérea ocidentais, a soviética constituía-se por um ramo separado da força aérea.
Formado em 1941, continuou sendo um ramo de serviço das Forças Armadas Russas depois de 1991 até que foi incorporado à Força Aérea em 1998. Ao contrário das forças de defesa aérea ocidentais, o V-PVO era um ramo das Forças Armadas em si, separado da Força Aérea Soviética e das Tropas de Defesa Aérea das Forças Terrestres. Durante o período soviético, era geralmente classificado em terceiro lugar em importância dos serviços soviéticos, atrás das Forças de Mísseis Estratégicos e das Forças Terrestres.

## História
Após a Segunda Guerra Mundial, as unidades de defesa aérea nacional e doméstica ainda faziam parte do exército. Em meados da década de 1950, o desenvolvimento de aeronaves supersônicas de alto vôo avançou. Os sistemas de defesa antiaérea da época mostraram-se incapazes de lidar com essa ameaça. Além disso, houve o desenvolvimento de armas termonucleares, que eram ainda mais destrutivas do que as bombas atômicas anteriores. Diante dessas ameaças, o governo soviético deu uma ordem antecipada para começar a desenvolver mísseis antiaéreos eficientes. Com a crescente importância da defesa aérea, forças armadas separadas foram estabelecidas a partir de 1954. O primeiro comandante-chefe das forças de defesa aérea foi Leonid Alexandrowitsch Goworow.
A defesa aérea soviética incluía o radar e, mais tarde, o sistema de alerta antecipado baseado em satélite contra ataques de armas nucleares e outras unidades de vigilância aérea. Os sistemas de armas do PVO eram os mísseis aos quais a União Soviética tinha direito de acordo com o Tratado ABM, milhares de mísseis terra-ar que substituíram a artilharia antiaérea desde 1950 e interceptores a jato. Em 1991, entre outras coisas, havia 475 000 soldados, 100 ABMs, 2 370 interceptores e aproximadamente 8 650 lançadores terra-ar em cerca de 1 200 posições. 
Defesa aérea existia como um ramo independente até 1998. mísseis de defesa e espaço de defesa foram adicionados à estratégica de mísseis soldados, interceptores e mísseis anti-aéreos para as forças aéreas das armadas russas forças, que surgiram a partir das forças aéreas da União Soviética em 1991.
| 1965    | 1970    | 1975    | 1980    | 1985    | 1990    | 1991    |
| ------- | ------- | ------- | ------- | ------- | ------- | ------- |
| 440 000 | 500 000 | 500 000 | 520 000 | 635 000 | 500 000 | 475 000 |